# Mirsad Jonuz
Mirsad Jonuz (in macedone Мирсад Јонуз?; Sveti Nikole, 9 aprile 1962) è un allenatore di calcio ed ex calciatore macedone, di ruolo portiere.

## Palmarès

### Allenatore

#### Competizioni nazionali
- Coppa di Macedonia: 1

Pobeda: 2001-2002